# Fourth Division 1987-1988
La Fourth Division 1987-1988, conosciuta anche con il nome di Barclays Fourth Division per motivi di sponsorizzazione, è stato il 30º campionato inglese di calcio di quarta divisione. La stagione regolare ha avuto inizio il 15 agosto 1987 e si è conclusa il 7 maggio 1988, mentre i play off si sono svolti tra il 15 ed il 28 maggio 1988. Ad aggiudicarsi il titolo è stato il blasonato Wolverhampton Wanderers, al primo successo nella competizione. Le altre tre promozioni in Third Division sono state invece conseguite dal Cardiff City (2º classificato), dal Bolton Wanderers (3º classificato ed immediatamente risalito nella categoria superiore) e dallo Swansea City (vincitore dei play off).
Capocannoniere del torneo è stato Steve Bull (Wolverhampton Wanderers) con 34 reti.

## Stagione

### Novità
Al termine della stagione precedente, insieme ai campioni di lega del Northampton Town, salirono direttamente in Third Division anche: il Preston North End (2º classificato) ed il Southend United (3º classificato). Mentre l'Aldershot che giunse al 6º posto, riuscì a raggiungere la promozione attraverso i play-off. Il Lincoln City, ultimo classificato, non riuscì invece, a mantenere la categoria e divento così il primo club a retrocedere in Conference League.
Queste cinque squadre furono rimpiazzate dalla quattro retrocesse dalla Third Division: Bolton Wanderers (relegato per la prima volta nel quarto livello del calcio inglese), Carlisle United (sceso dopo ventiquattro anni in quarta divisione), Darlington e Newport County e dalla neopromossa proveniente dalla Conference League: Scarborough (prima squadra ad ottenere la promozione nella Football League).

### Formula
Le prime tre classificate venivano promosse direttamente in Third Division, insieme alla vincente del play off inter-divisionale, a cui partecipavano le squadre classificate dal 4º al 6º posto e la 21º della terza divisione. Mentre l'ultima classificata retrocedeva in Conference League.

## Squadre partecipanti
| Squadra                 | Città           | Stadio            | Stagione precedente                     |
| ----------------------- | --------------- | ----------------- | --------------------------------------- |
| Bolton                  | Bolton          | Burnden Park      | 21º posto in Third Division, retrocesso |
| Burnley                 | Burnley         | Turf Moor         | 22º posto in Fourth Division            |
| Cambridge Utd           | Cambridge       | Abbey Stadium     | 11º posto in Fourth Division            |
| Carlisle United         | Carlisle        | Brunton Park      | 22º posto in Third Division, retrocesso |
| Cardiff City            | Cardiff         | Ninian Park       | 13º posto in Fourth Division            |
| Colchester United       | Colchester      | Layer Road        | 5º posto in Fourth Division             |
| Crewe Alexandra         | Crewe           | Gresty Road       | 17º posto in Fourth Division            |
| Darlington              | Darlington      | Feethams Ground   | 23º posto in Third Division, retrocesso |
| Exeter City             | Exeter          | St James Park     | 14º posto in Fourth Division            |
| Halifax Town            | Halifax         | The Shay          | 15º posto in Fourth Division            |
| Hartlepool United       | Hartlepool      | Victoria Park     | 18º posto in Fourth Division            |
| Hereford United         | Hereford        | Edgar Street      | 16º posto in Fourth Division            |
| Leyton Orient           | Londra (Leyton) | Brisbane Road     | 7º posto in Fourth Division             |
| Newport County          | Newport         | Somerton Park     | 24º posto in Third Division, retrocesso |
| Peterborough United     | Peterborough    | London Road       | 10º posto in Fourth Division            |
| Rochdale                | Rochdale        | Spotland Stadium  | 21º posto in Fourth Division            |
| Scarborough             | Scarborough     | Seamer Road       | 1º posto in Conference League, promosso |
| Scunthorpe United       | Scunthorpe      | Old Showground    | 8º posto in Fourth Division             |
| Stockport County        | Stockport       | Edgeley Park      | 19º posto in Fourth Division            |
| Swansea City            | Swansea         | Vetch Field       | 12º posto in Fourth Division            |
| Torquay United          | Torquay         | Plainmoor         | 23º posto in Fourth Division            |
| Tranmere Rovers         | Birkenhead      | Prenton Park      | 20º posto in Fourth Division            |
| Wolverhampton Wanderers | Wolverhampton   | Molineux Stadium  | 4º posto in Fourth Division             |
| Wrexham                 | Wrexham         | Racecourse Ground | 9º posto in Fourth Division             |

## Classifica finale
|  | Pos. | Squadra           | Pt | G  | V  | N  | P  | GF | GS  | DR  |
|  | ---- | ----------------- | -- | -- | -- | -- | -- | -- | --- | --- |
|  | 1    | Wolverhampton     | 90 | 46 | 27 | 9  | 10 | 82 | 43  | +39 |
|  | 2    | Cardiff City      | 85 | 46 | 24 | 13 | 9  | 66 | 41  | +25 |
|  | 3    | Bolton            | 78 | 46 | 22 | 12 | 12 | 66 | 42  | +24 |
|  | 4    | Scunthorpe Utd    | 77 | 46 | 20 | 17 | 9  | 76 | 51  | +25 |
|  | 5    | Torquay Utd       | 77 | 46 | 21 | 14 | 11 | 66 | 41  | +25 |
|  | 6    | Swansea City      | 70 | 46 | 20 | 10 | 16 | 62 | 56  | +6  |
|  | 7    | Peterborough Utd  | 70 | 46 | 20 | 10 | 16 | 52 | 53  | –1  |
|  | 8    | Leyton Orient     | 69 | 46 | 19 | 12 | 15 | 85 | 63  | +22 |
|  | 9    | Colchester Utd    | 67 | 46 | 19 | 10 | 17 | 47 | 51  | –4  |
|  | 10   | Burnley           | 67 | 46 | 20 | 7  | 19 | 57 | 62  | –5  |
|  | 11   | Wrexham           | 66 | 46 | 20 | 6  | 20 | 69 | 58  | +11 |
|  | 12   | Scarborough       | 65 | 46 | 17 | 14 | 15 | 56 | 48  | +8  |
|  | 13   | Darlington        | 65 | 46 | 18 | 11 | 17 | 71 | 69  | +2  |
|  | 14   | Tranmere (-2)     | 64 | 46 | 19 | 9  | 18 | 61 | 53  | +8  |
|  | 15   | Cambridge Utd     | 61 | 46 | 16 | 13 | 17 | 50 | 52  | –2  |
|  | 16   | Hartlepool Utd    | 59 | 46 | 15 | 14 | 17 | 50 | 57  | –7  |
|  | 17   | Crewe Alexandra   | 58 | 46 | 13 | 19 | 14 | 57 | 53  | +4  |
|  | 18   | Halifax Town (-1) | 55 | 46 | 14 | 14 | 18 | 54 | 59  | –5  |
|  | 19   | Hereford Utd      | 54 | 46 | 14 | 12 | 20 | 41 | 59  | –18 |
|  | 20   | Stockport County  | 51 | 46 | 12 | 15 | 19 | 44 | 58  | –14 |
|  | 21   | Rochdale          | 48 | 46 | 11 | 15 | 20 | 47 | 76  | –29 |
|  | 22   | Exeter City       | 46 | 46 | 11 | 13 | 22 | 53 | 68  | –15 |
|  | 23   | Carlisle Utd      | 44 | 46 | 12 | 8  | 26 | 57 | 86  | –29 |
|  | 24   | Newport County    | 25 | 46 | 6  | 7  | 33 | 35 | 105 | –70 |

Legenda:
      Promosso in Third Division 1988-1989.
  Ammesso ai play-off interdivisionali.
      Retrocesso in Conference League 1988-1989.
Regolamento:
Tre punti a vittoria, uno a pareggio, zero a sconfitta.
In caso di arrivo di due o più squadre a pari punti, la graduatoria verrà stilata secondo i seguenti criteri:
- differenza reti
- maggior numero di gol segnati

Note:

Swansea City qualificato ai play-off interdivisionali per miglior differenza reti rispetto al Peterborough United.
Il Tranmere Rovers è stato sanzionato con 2 punti di penalizzazione.
L'Halifax Town è stato sanzionato con 1 punto di penalizzazione.

## Spareggi

### Play-off interdivisionale

#### Tabellone
|  | Semifinali | Semifinali            | Semifinali | Semifinali | Semifinali |  |  | Finale | Finale       | Finale | Finale | Finale |  |
|  |            |                       |            |            |            |  |  |        |              |        |        |        |  |
|  | 6°         | Swansea City          | 1          | 1          | 2          |  |  |        |              |        |        |        |  |
|  | 21°        | Rotherham Utd (Div.3) | 0          | 1          | 1          |  |  | 6°     | Swansea City | 2      | 3      | 5      |  |
|  | 5°         | Torquay Utd           | 2          | 1          | 3          |  |  | 4°     | Torquay Utd  | 1      | 3      | 4      |  |
|  | 4°         | Scunthorpe Utd        | 1          | 1          | 2          |  |  |        |              |        |        |        |  |

#### Semifinali
|                   | Risultati |                   | Luogo e data               |
| ----------------- | --------- | ----------------- | -------------------------- |
| Torquay United    | 2-1       | Scunthorpe United | Torquay, 15 maggio 1988    |
| Scunthorpe United | 1-1       | Torquay United    | Scunthorpe, 18 maggio 1988 |
|                   |           |                   |                            |
| Swansea City      | 1-0       | Rotherham United  | Swansea, 15 maggio 1988    |
| Rotherham United  | 1-1       | Swansea City      | Rotherham, 18 maggio 1988  |
|                   |           |                   |                            |

#### Finali
|                | Risultati |                | Luogo e data            |
| -------------- | --------- | -------------- | ----------------------- |
| Swansea City   | 2-1       | Torquay United | Swansea, 25 maggio 1988 |
| Torquay United | 3-3       | Swansea City   | Torquay, 28 maggio 1988 |
|                |           |                |                         |